# 古利克維奇區

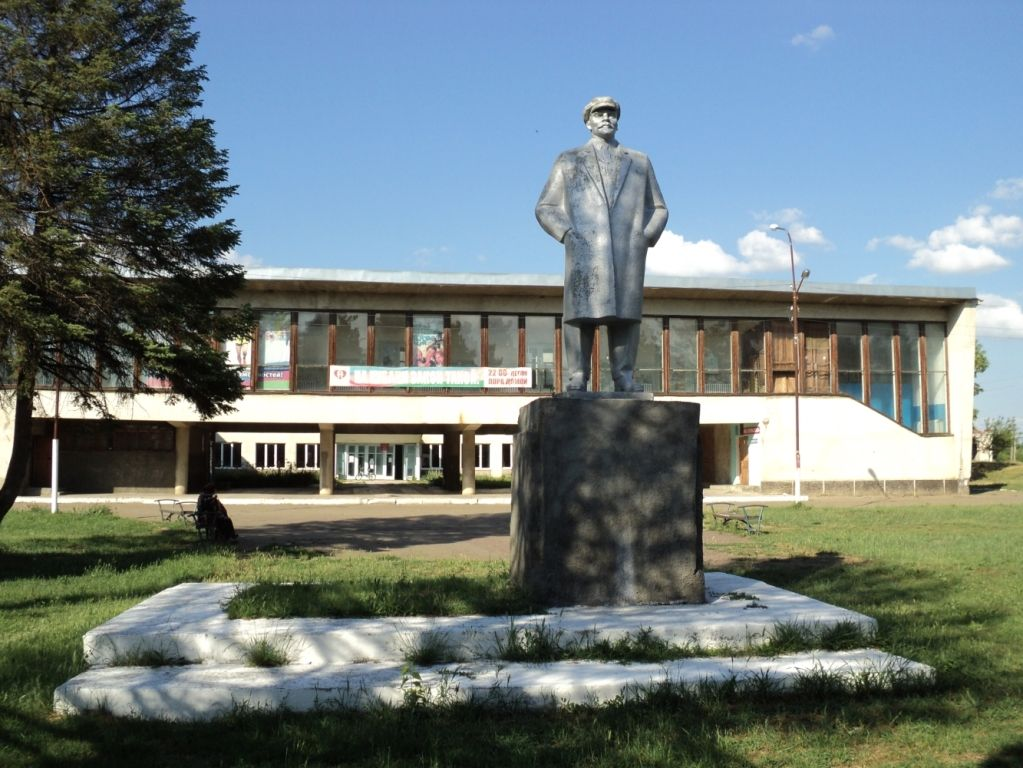

45°21′00″N 40°41′57″E / 45.35000°N 40.69917°E
古利克維奇區（俄语：Гулькевичский район），是俄羅斯的一個區，位於該國西南部，由克拉斯諾達爾邊疆區負責管轄，面積1,395.6平方公里，2010年人口101,521，人口密度每平方公里72.74人。